# Xenophysa poecilogramma
Xenophysa poecilogramma là một loài bướm đêm trong họ Noctuidae.